# البرمجيات خدمة
اَلْبَرْمَجِيَّاتُ خدمةً أو اَلْبَرْمَجِيَّاتُ بوصفها خدمةً (بالإنجليزية: Software as a Service أو SaaS)‏ أَوْ سَاسْ، وأحياناً يطلق عليها بَرْمَجِيَّات عِنْدَ اَلطَّلَبِ (بالإنجليزية: software on demand)‏ هي البرمجيات التي تُنشر على الإنترنت لتعمل خلف جدارٍ ناريٍّ في شبكة محلية أو حاسوب شخصي. في البرمجيات الخدمية يرخص مقدم الخدمة (بالإنجليزية: provider)‏ تطبيقاً للعملاء إما خدمةً عند الطلب باشتراك أو مجاناً (وهو الأكثر انتشاراً) عندما تكون هناك فرصة لمقدم الخدمة للربح من طرق أخرى غير المستخدم كالإعلانات أو بيع قائمة المستخدمين. يعتبر هذا النهج في تقديم الخدمة جزءاً من نموذج حوسبة المنفعة حيث تكون كل التقنيات الموجودة في السحاب متاحةٌ خدمةً عبر الإنترنت.
أصبحت البرمجيات الخدمية نموذجاً شائعاً للعديد من تطبيقات الأعمال، بما فيها برمجيات المحاسبة والبرمجيات التعاونية (بالإنجليزية: Collaborative software)‏، وإدارة علاقات العملاء (CRM)، تخطيط موارد المؤسسات (ERP)، الفواتير (بالإنجليزية: invoicing)‏، إدارة الموارد البشرية (HRM)، إدارة المحتوى (CM) وإدارة قرص الخدمة
.

## التاريخ
ظهر اختصار مصطلح البرمجيات الخدمية، SaaS، لأول مرة في مقال نشره قسم الأعمال الرقمية في اتحاد صناعة البرمجيات والمعلومات (بالإنجليزية: Software & Information Industry - SIIA)‏ في فبراير 2001 بعنوان "Strategic Backgrounder: Software as a Service". وكان ذلك المقال واحداً من أكمل المقالات المتعلقة بالبرمجيات الخدمية الموجودة اليوم. ثم طور SIIA المعلومات الأساسية لتحليل الوضع الحالي لسوق البرمجيات الخدمية وآفاقه على المدى القريب، ولإعطاء نظرة لأعضائه الذين قد يتأثرواً بعمق بالتغييرات في أسلوب البرمجيات الخدمية. البرمجيات الخدمية هي أساساً إضافة على نموذج مقدم خدمة التطبيق (بالإنجليزية: Application Service Provider)‏.
لقد كان موقع SiteEasy.com الذي تم إنشاؤه في 1998 لإنشاء مواقع صغيرة للأعمال الصغيرة من أول تطبيقات البرمجيات الخدمية، وكان من تطوير Gary Troutman وDrew Wilkins في شركة WebTransit التي انتهت حالياً وتم بيع SiteEasy لأول عميل له في 1998.
وتعتبر Loudcloud (التي أصبحت Opsware فيما بعد ثم اشترتها هوليت-باكارد) التي أسسها Marc Andreessen من أول الشركات التي حاولت جعل حوسبة البرمجيات الخدمية تجارية في نموذج قدم البنية التحتية كخدمة (بالإنجليزية: infrastructure as a service)‏. يطلق على تلك التقنية أيضاً اسم مقدم خدمة التطبيق (بالإنجليزية: Application Service Providers أو ASP's)‏ باصطلاحات اليوم. وحالياً تعرض إدارة البرمجيات في هوليت-باكارد البرمجيات الخدمية التي طورتها Loudcloud تحت اسم HP Software-as-a-Service.

## لغات البرمجة
لا يمكن إنشاء البرمجيات إلا بلغات البرمجة. وتوفر لغات البرمجة في الغالب أدوات لمساعدة المبرمج في كتابة برامج الحاسوب باستخدام لغات برمجة مختلفة، ولكن بطريقة سهلة. تشتمل الأدوات على:
- محول برمجي (تُحَوَّل من خلالها جميع الجمل البرمجية وتُنَفَّذ دفعة واحدة).
- مصحح (أداة اكتشاف الأخطاء)
- المفسر (يتم من خلالها تحويل جميع الجمل البرمجية وتنفيذها جملة جملة).
- الرابط (حاسوب) (أداة للربط بين نصوص الكود البرمجي التي يتم تحويلها باستخدام المحول البرمجي ودمجها للحصول على برنامج تنفيذي واحد)
- برنامج تحرير النصوص بيئة التطوير المتكاملة تطبيق واحد يهدف إلى المساعدة في إدارة جميع هذه الوظائف.

## الصفات الأساسية
تضم الصفات الأساسية للبرمجيات الخدمية ما يلي:
- الوصول والإدارة عن طريق الشبكة للبرمجيات المتاحة تجارياً
- تدار الأنشطة من أماكن مركزية بدلاً من موقع كل عميل على حدة، وبالتالي تمكين العملاء من الوصول للتطبيقات عن بعد عن طريق الشبكة
- نشر التطبيق هو أقرب ما يكون لنموذج 1-إلى-عديد، بما في ذلك خصائص البنية والتسعير والشراكة والإدارة
- التحديث المركزي للمزايا، الذي يجنب المستخدم النهائي (بالإنجليزية: end-user)‏ الحاجة لتحميل التصحيحات والتحديثات
- التكامل المتكرر مع شبكة أكبر من البرمجيات المتصلة ببعضها - إما كجزء من مزج أو كإضافة على بنية تحتية دكتوراه (بالإنجليزية: infrastructure as a service)‏

عادةً ما يسعر مقدموا البرمجيات الخدمية التطبيقات على أساس لكل-مستخدم (بالإنجليزية: per-user)‏ أو لكل-عمل (بالإنجليزية: per business)‏، وأحياناً برقم صغير نسبياً كحد أدنى لعدد المستخدمين وعادة مع تكاليف إضافية لكل سعة نقل وتخزين إضافية.
لهذا السبب، فإن عائد البرمجيات الخدمية لمزود الخدمة أقل في البداية من رسوم الترخيص التقليدي للبرمجيات، لكنه أيضاً متكرر، وبالتالي يمكن النظر إليه على أنه أكثر قابلية للتنبؤ كما هي الحال بالنسبة لرسوم الصيانة للبرمجيات المرخصة.
بعض تطبيقات البرمجيات الخدمية مجانية للمستخدم، حيث يكون الربح من مصادر بديلة مثل الإعلانات، أو الترقية إلى إمكانيات متقدمة (عادةً ما يطلق عليها "freemium"). من أمثلة تطبيقات البرمجيات الخدمية المجانية بعض البرمجيات الكبيرة مثل جيميل وجوجل دوكس وبعض البرمجيات الأصغر مثل FreshBooks.

## المميزات
- سهولة الوصول في أي وقت ومكان متصل بالإنترنت
- ليس هناك حاجة لتثبيت خادم محلي
- تمكن من استخدام طرق الدفع حسب الاستخدام (بالإنجليزية: pay per use)‏
- قابلية سريعة لزيادة الحجم (بالإنجليزية: scalability)‏
- صيانة النظام (أخذ النسخ الاحتياطية (بالإنجليزية: backup)‏، والتحديثات، والتأمين، إلخ) عادة ما يقدم مع الخدمة
- إمكانية التحديثات الأمنية، بالرغم من أن المستخدمين ذوي المتطلبات الأمنية العالية (كالشركات الكبيرة مثلاً) قد يعتبرون البرمجيات الخدمية عيباً
- الموثوقية (بالإنجليزية: reliability)‏

## النقد
ينتقد ريتشارد ستولمن بقوة البرمجيات الخدمية. فحسب رأيه، قد تسبب البرمجيات الخدمية أذى مماثلاً للذي تسببه البرمجيات الاحتكارية؛ لأن المستخدمين لا يمكنهم تعديل البرمجيات التي يستخدمونها، وبالتالي لا يمكنهم التحكم في المعالجة التي تتم على بياناتهم
.
كما تُرفض البرمجيات الخدمية عادةً بسبب مخاوف أمنية، حيث ينبع الشك الرئيسي من أن بيانات الشركات تخزن عند مزود الخدمة ويمكنه التحكم بها.